# Falkenberg (Sassonia-Anhalt)
Falkenberg è una frazione del comune tedesco di Altmärkische Wische, nella Sassonia-Anhalt.
Fino al 31 dicembre 2009 ha costituito un comune autonomo.
L'edificio più antico della località è la chiesa romanica risalente al XII secolo con una massiccia torre campanaria edificata in pietra e mattoni.